# Criptojacking
El Criptojacking, també anomenat criptosegrest, en anglès Cryptojacking, és la tècnica mitjançant la qual un atacant utilitza un programari per minar criptomonedes utilitzant els recursos de processament de terceres persones sense el seu consentiment.
Succeeix quan un usuari, sense voler, instal·la un programa que permet al ciberdelinqüent accedir a l'equip de la víctima que estigui connectat a Internet. Seguidament, els atacants fan servir programes per generar o extreure criptomonedes.
Un dels principals problemes que genera el minat és que fa que els equips es posin al límit, ja que per resoldre les operacions necessàries per minar criptomonedes és necessària molta potència de processament. Així, els equips poden sobreescalfar-se o gastar la seva bateria durant el procés. Això, juntament amb la gran quantitat d'usuaris que es poden infectar, fa que el criptojacking sigui una tècnica atractiva pels atacants d'aconseguir diners, ja que obtindran grans beneficis sense comprometre el rendiment de la seva màquina.
Els principals programes de malware que es dediquen al criptosegrest son: Jsecoin (22%), XMRig (21%), Cryptoloot (21%), Coinhive (18%), WannaMine (3%), RubyMiner (2%) i altres (13%).
Els països més atacats pel Criptojacking, l'any 2019, van ser: Japó (39,3%), Índia (20,8%), Taiwan (14,2%), Xina (6,6%), Estats Units (5,8%), entre d'altres (13,3%).

## Criptomonedes comunes
La principal criptomoneda utilitzada per minar és Monero, la qual funciona amb el protocol CryptoNote. Aquest protocol és una modificació de Blockchain que registra les transaccions, amaga l'emissor i el receptor i modifica la quantitat de la transacció, mostrant-ne una inferior a la real. Aquesta tecnologia és capaç de processar més transaccions per segon que la de Bitcoin. A més, consta d'un sistema que permet que els usuaris s'assegurin d'obtenir sempre una recompensa mínima pel seu minat.
També s'usen altres criptomonedes, com uPlexa, la qual té un valor inferior i això fa possible observar beneficis en intervals de temps més curts que amb Monero o Bitcoin.

## Tipus
Es poden classificar els criptosegrests en funció de la seva manera de funcionament en:
- Criptosegrest basat en navegador
- Criptosegrest basat en encaminadors
- Criptosegrest basat en arxius
- Criptosegrest en el núvol

### Criptosegrest basat en navegador
El servidor web envia codi manipulat on s'injecta el codi maliciós en el navegador. Quan l'usuari tanca el navegador, el dispositiu deixa de realitzar les accions de minat.
Aquest tipus de criptojacking sorgeix l'any 2017, quan l'empresa alemanya de serveis web Coinhive va desenvolupar un javascript, el qual al instal·lar-lo en un lloc web permetia fer minats per la criptomoneda Monero. Així, es permetia als propietaris dels llocs web obtenir ingressos diferents als dels anuncis.
En un principi l'acord era obert i transparent entre els visitants i els propietaris dels llocs web, però els ciberdelinqüents es van acabar adonant del potencial lucratiu i van començar a posar en secret en molts llocs web versions modificades de la biblioteca de Coinhive, però enviant els ingressos a grups delictius.
Els fabricants dels navegadors, en veure l'expansió del minat mitjançant navegadors que alentien els llocs web, van començar a desenvolupar diferents funcions de seguretat per aconseguir detectar aquestes operacions i així poder bloquejar-les.
El març de 2019 els operadors de Coinhive van anunciar que tancarien, i entre les raons que van exposar es trobava que cada vegada hi havia més dificultats en l'extracció de Monero dels navegadors web.
Amb el tancament de Coinhive i també perquè es van publicar uns articles demostrant que el criptojacking no era eficient per generar ingressos es va reduir el nivell de criptojacking basat en navegador.

### Criptosegrest basat en encaminadors
Similar a l'anterior, però en aquest cas l'origen del codi maliciós no és un servidor web, sinó un encaminador amb codi maliciós que modifica el tràfic per introduir el codi. Amb aquesta tècnica, qualsevol pàgina web visitada per un usuari darrere d'un encaminador infectat faria processos de minat a favor dels ciberdelinqüents.

### Criptosegrest basat en arxius
Es basa en la instal·lació de malware en els propis dispositius, el qual s'encarrega de realitzar el minat de criptomonedes. La instal·lació es pot originar en el contingut d'arxius adjunts a correus electrònics, aprofitant vulnerabilitats, contrasenyes dèbils, entre d'altres.
Aquest tipus és més difícil d'eliminar, degut a que està instal·lat en el propi dispositiu.
A més, aquest tipus pot realitzar altres tècniques malicioses i crear les seves pròpies botnets.
L'any 2019 es va observar un augment en les tècniques de criptosegrest basades en arxius, degut, en part, al tancament de la web Coinhive i al descens del valor de les criptomonedes.

### Criptosegrest basat en el núvol
Amb aquest tipus augmenta la capacitat de còmput segons les necessitats de consum. Amb això s'aconsegueix que sigui gairebé imperceptible la presència de minadors dins la infraestructura d'empreses.
Per a poder tenir accés als recursos del núvol és freqüent: 
- Buscar en el codi o en els arxius d'una organització per trobar les claus API per accedir al servei en el núvol.
- Aprofitar els errors de configuració que puguin deixar els administradors en realitzar migracions.
- Aprofitar les noves vulnerabilitats dels sistemes.

Una vegada obtingut l'accés, s'instal·la el software i es fan servir els recursos de la CPU per extreure criptomonedes.

## Senyals que poden indicar que s'està sent víctima de criptojacking
Si s'observa algun d'aquests elements, pot significar que l'equip està sent víctima de criptojacking: 
- Descens evident del rendiment de l'equip.
- Sobreescalfament de les bateries dels dispositius.
- Els dispositius s'apaguen, ja que no disposen de la potència necessària.
- Reducció de la productivitat de l'equip.
- Augment inesperat en la factura d'electricitat.[1]

### Com protegir-se  i prevenir el criptojacking
El creixent ús del criptojacking durant els últims anys ha provocat que diverses persones s'intentin protegir del mateix, i per això ja molts dels antivirus actuals incorporen mecanismes per detectar i bloquejar aquesta tècnica.
Per a protegir-se del criptojacking es recomana navegar només per pàgines web de confiança i no descarregar arxius de pàgines amb capacitat de comprometre la seguretat dels equips.
Altres proteccions podrien ser fer auditories de seguretat, les correccions de vulnerabilitats, l'actualització de plataformes web, la utilització de solucions de seguretat i el monitoratge d'equips a la xarxa.
Per una major seguretat i prevenció, també és recomanable seguir les següents indicacions: controlar els recursos propis de l'equip, és a dir, la velocitat de processament i l'ús de la potència, utilitzar extensions del navegador per bloquejar el minat de criptomonedes, utilitzar més bloquejadors d'anuncis per protegir la privacitat, instal·lar les últimes actualitzacions de software i les correccions del sistema operatiu i bloquejar les pàgines en cas de creure que poden comprometre l'equip.
A més, es poden instal·lar programes per filtrar el contingut de documents adjunts no desitjats i missatges de correu electrònic amb contingut maliciós, fer llistes negres d'adreces IP i de dominis populars de minat i invertir en l'augment de la conscienciació dels usuaris en matèria de criptosegrest.
Concretament, també es recomana deshabilitar JavaScript, ja que molts ciberdelinqüents ho fan servir per realitzar el criptojacking. Això es pot fer amb extensions com NoScript (pel navegador Firefox) o ScriptSafe (pel navegador Chrome).
Quan l'equip ja és víctima de criptojacking, hi ha diferents mesures per a combatre-ho.
Per infeccions del tipus de criptojacking basat en arxius, el qual consisteix en la instal·lació de malware en els propis dispositius, és recomanable disposar d'un antivirus que sigui capaç de detectar i bloquejar aquests tipus de programes.
Per infeccions del tipus de criptojacking basat en navegador, tenint en compte que quan l'usuari tanca el navegador el dispositiu deixa de realitzar el minat, la principal mesura que s'ha de seguir és tancar el navegador sempre que s'observi que hi ha un augment apreciable del rendiment del processador a l'obrir la pàgina. Cal mencionar que, a vegades, s'obren finestres ocultes que un usuari no pot apreciar a simple vista, però que continuen caminant en segon pla. És per això que es recomana tancar el navegador completament des de l'administrador de tasques de l'equip.